# Vandeleuria
Vandeleuria (Gray, 1842) è un genere di Roditori della famiglia dei Muridi.

## Descrizione

### Dimensioni
Al genere Vandeleuria appartengono roditori di piccole dimensioni, con lunghezza della testa e del corpo tra 55 e 85 mm, la lunghezza della coda tra 90 e 130 mm e un peso fino a 10 g.

### Caratteristiche craniche e dentarie
Il cranio è corto e presenta ossa frontali compresse, la scatola cranica e il rostro di normali dimensioni ed è privo di creste sopra-orbitali. Gli incisivi superiori presentano un solco longitudinale, mentre i molari sono larghi.
Sono caratterizzati dalla seguente formula dentaria:

### Aspetto
La taglia è molto piccola. La pelliccia è lunga e setosa. Le orecchie sono lunghe ed ovali. Il dito mignolo della mano è notevolmente ridotto ed è munito di un'unghia, come l'indice, molto più corto rispetto alle due dita centrali. Il quinto dito del piede è privo dell'artiglio. L'alluce è pienamente opponibile ed anch'esso senza l'artiglio. La coda è molto più lunga della testa e del corpo, è ricoperta fittamente di peli ma non è prensile. Le femmine hanno due paia di mammelle pettorali e due paia inguinali.

## Distribuzione
Questo genere è diffuso nel Subcontinente indiano e in Indocina.

## Tassonomia
Il genere comprende 3 specie.
- Vandeleuria oleracea
- Vandeleuria nilagirica
- Vandeleuria nolthenii